# Gare d'Emmendingen
 (novembre 2021).
Si vous disposez d'ouvrages ou d'articles de référence ou si vous connaissez des sites web de qualité traitant du thème abordé ici, merci de compléter l'article en donnant les références utiles à sa vérifiabilité et en les liant à la section « Notes et références ».
La gare d'Emmendingen (en allemand Bahnhof Emmendingen) est une gare ferroviaire située sur la commune d'Emmendingen, en Allemagne, dans le land de Bade-Wurtemberg.

## Situation ferroviaire
La gare est située au point kilométrique 192,7 de la ligne Mannheim – Karlsruhe – Bâle (Rheintalbahn) à 201 mètres d'altitude, entre les gares de Teningen - Mundingen et de Kollmarsreute.

## Histoire
La gare a été ouverte le 1er août 1845.
Par ailleurs, entre le 9 décembre 2018 et le 10 décembre 2022, elle est desservie par des TGV inOui reliant Paris à Fribourg-en-Brisgau via Strasbourg et Offenbourg.